# Konrāds Kalējs
Konrāds Kalējs, född 26 juni 1913 i Riga, Lettland, död 8 november 2001 i Melbourne, Australien, var en lettisk militär som kollaborerade med Nazityskland under andra världskriget.
Kalējs tillhörde Arājskommandot som deltog i mördandet av tiotusentals lettiska judar. Han var även befälhavare för vaktstyrkan i koncentrationslägret Salaspils, sydost om Riga. 
Efter andra världskriget tog sig Kalējs till Australien där han beviljades medborgarskap. Han emigrerade 1959 till USA. I mitten av 1990-talet spårades Kalējs upp av Office of Special Investigations som avslöjade hans förflutna. Han utvisades från USA och återvände så småningom till Australien, där han avled 2001, 88 år gammal.

### Fotnoter
1. ↑  ”Konrad Kalejs: Target for Nazi hunters”. BBC News. 3 januari 2000. http://news.bbc.co.uk/2/hi/uk_news/589304.stm. Läst 28 september 2010.
2. ↑  Patrick Barkham (12 november 2025). ”Konrad Kalejs: Latvian Nazi lieutenant who resisted all efforts to bring him to justice”. Guardian.co.uk. http://www.guardian.co.uk/news/2001/nov/12/guardianobituaries.warcrimes. Läst 28 september 2010.